# Ángel Dolado
Ángel Dolado Pérez (Soria, 1962) es un juez, secretario judicial y fiscal retirado. Fue Justicia de Aragón desde abril de 2018 hasta junio de 2023.

## Trayectoria
Nació en Soria en 1962, aunque a los tres años su familia se trasladó a Zaragoza, residiendo y realizando sus estudios en los barrios Oliver y Delicias. 
Licenciado en Derecho por la Universidad de Zaragoza en 1985, en 1990 aprobó las oposiciones a secretario judicial,fiscal y juez, ejerciendo finalmente de esto último y quedando en excedencia en los otros puestos.
Ingresó en la carrera judicial en marzo de 1990, ejerciendo en el Juzgado de 1ª Instancia e Instrucción de Balaguer.
Tras pasar por los juzgados de  Reus, Tarragona y Lérida, se incorporó en 1998 a los juzgados de Zaragoza. 
En 2008 fue elegido Juez Decano de Zaragoza, siendo reelegido en 2012 por unanimidad, hasta 2017.
Su último destino en los juzgados de Zaragoza fue como juez de Familia.
Presidente del Foro Judicial Independiente hasta 2013, ha recibido entre otras, la Medalla al Mérito Social Penitenciario, la de Plata de la Policía Local de Zaragoza, Procurador de Honor del Colegio de Zaragoza y la Medalla al Mérito en el Servicio a la Abogacía, siendo la primera que ha otorgado el Consejo General de la Abogacía Española a un juez.
Experto en Derecho Foral Aragonés. Ha dado clases de Derecho Procesal como Profesor Asociado de la Facultad de Derecho de la Universidad de Zaragoza.
Ha impartido numerosas conferencias y cursos sobre temas de derecho foral aragonés, procesal civil y derecho de consumo, así como de mediación y arbitraje.

## Justicia de Aragón
El 19 de abril de 2018 las Cortes de Aragón le designaron, a propuesta de Chunta Aragonesista, con 46 votos a favor y 20 abstenciones, como Justicia de Aragón, sustituyendo a Fernando García Vicente, tras 19 años al frente del Justiciazgo, cuatro de ellos en funciones por falta de consenso político para elegir a un sustituto. Dolado prometió el cargo estableciendo nueve retos:
- Defensa de los menores
- Fomento de los acuerdos en educación y en sanidad
- Lucha contra la despoblación
- Defensa del aragonesismo
- Potenciación del principio de transparencia
- Mediación y la difusión del derecho Civil Aragonés
- Reestructuración del personal del Justiciazgo y optimizar los medios propios
- Colaboración con el tejido social

Al cumplirse su mandato en abril de 2023 sin que se hubiera elegido sucesor, anunció que quería dar fin a su carrera profesional y, por ello, no deseaba ser reelegido. Finalmente, debido a problemas de salud, renunció también a continuar en funciones el 2 de junio de 2023. Su lugarteniente, Javier Hernández, ejerció su cargo en funciones hasta que las Cortes de Aragón eligieron a Concepción Gimeno como nueva Justicia de Aragón.

## Distinciones
- Colegiado de Honor del Iltre. Colegio de Procuradores de Zaragoza
- Medalla de Plata de la Policía Local de Zaragoza
- Medalla de Plata al Mérito Social Penitenciario del Ministerio del Interior
- Medalla de Oro de la Facultad de Derecho de Zaragoza
- Medalla al Mérito en el Servicio a la Abogacía Española. Consejo General de la Abogacía Española
- Premio Moisés Calvo del Centro Soriano de Zaragoza
- Reconocimiento a la labor profesional del Colegio de Trabajadores Sociales de Aragón
- Cruz con Distintivo Blanco de la Orden del Mérito del Cuerpo de la Guardia Civil
- Premio por la Defensa del Consumidor. Asociación de Consumidores Torre Ramona
- Premio Extraordinario ASAPME en reconocimiento a su compromiso en la protección de los derechos de personas con enfermedad mental
- Premio Asociación de Policía Local de Aragón
- Premio Peón de Fundación Rey Ardid

| Predecesor: Fernando García Vicente | Justicia de Aragón 20/04/2018-02/06/2023 | Sucesora: Concepción Gimeno |